# Tatort: Kinderland
Kinderland ist die 834. Folge aus der Fernsehkrimireihe Tatort, deren  Erstausstrahlung am 8. April 2012 in der ARD erfolgte. Der für den MDR produzierte Film stellt den ersten Teil eines Zweiteilers der Sendereihe dar. Der zweite vom WDR produzierte Teil Ihr Kinderlein kommet wurde einen Tag später (Ostermontag) ausgestrahlt. In dem Zweiteiler arbeiten die Ermittler aus Leipzig und Köln wie schon in den Tatort-Folgen Quartett in Leipzig sowie Rückspiel erneut zusammen. Der Film von Thomas Jauch ist der 13. Fall des Leipziger Ermittlerteams Eva Saalfeld und Andreas Keppler und der 53. der Kölner Ermittler Max Ballauf und Freddy Schenk.

## Handlung
Die 15-jährige Anna Römer wird in Leipzig als vermisst gemeldet. Wenig später wird in der Nähe des Kinderstrichs ein totes Mädchen aufgefunden. Es handelt sich dabei aber nicht um die Vermisste, sondern um die obdachlose Jugendliche Lisa Noack. Die Ermittler Saalfeld und Keppler hören sich bei den Straßenkindern um und stoßen dabei auf den Leiter eines Hilfsvereins namens Kinderland e. V., Gerd Tremmel, dessen Sohn vor vier Jahren von zu Hause fortgelaufen war. Während weiterer Ermittlungen stellt sich heraus, dass Tremmels Ehefrau Claudia, eine Ärztin, Lisa vor ihrem Tod kostenlos behandelt hat und dass diese vom jüngeren Sohn des Ehepaars, Paul, schwanger war.
Zur selben Zeit wird in Köln eine weitere Leiche eines 15-jährigen Mädchens aus dem Rhein geborgen. Erste Anhaltspunkte ergeben eine Verbindung nach Leipzig, denn das junge Mädchen, Sarah Stellwag, war dort mehrfach wegen Prostitution aufgegriffen worden. Die Kölner Kommissare Ballauf und Schenk machen sich auf den Weg, allerdings ohne sich bei den Kollegen in Leipzig anzumelden, was vorhersehbar zu Verwicklungen führt.
Ballauf wird von Keppler zunächst unsanft festgenommen, doch dann müssen die beiden ihr Kriegsbeil begraben und zusammenarbeiten.  Saalfeld und Schenk sind das andere Ermittlerpaar.  So ist bei beiden Paaren ein offiziell zuständiger Beamter/eine Beamtin dabei.  Saalfeld und Schenk verstehen sich ausgezeichnet.
Es stellt sich heraus, dass Anna und Lisa sich kannten. Die Kommissare, die eigentlich hinter Lisas Mörder her sind, entschließen sich, auch nach Anna zu suchen.
Es stellt sich heraus, dass Lisa das Kind haben wollte, und Paul und sie gemeinsam Leipzig verlassen wollten. Die Kommissare können Gerd Tremmel schließlich als Mörder Lisas identifizieren und diesen zu einem Geständnis bringen.  Gerd Tremmel verliert so auch seinen zweiten Sohn.  Es handelt sich um eine Handlung im Affekt.  Die Frage bleibt im Raum stehen, warum das Mädchen aus Leipzig in Köln gefunden wurde, und warum sie besser gekleidet und geschminkt war als man erwarten würde.
Die als vermisst gemeldete Anna hat in der Wohnung von Olaf Dürer Zuflucht gefunden, der sie jedoch erpresst hat.  Er droht, sie wieder hinauszuwerfen, um Sex mit ihr zu haben.
Anna, die sich letztendlich darauf einlässt, wird verängstigt in der Wohnung des zunächst flüchtigen Olaf Dürer gefunden, was weitere Ermittlungen nach sich zieht.  Es stellt sich heraus, dass dieser häufiger junge Mädchen in seine Wohnung aufnahm, um mit ihnen zu schlafen.
Es ergeben sich Hinweise auf einen weit zurückliegenden Fall von Kindesentführung.  Anna lief von der sehr besorgt erscheinenden Mutter weg, weil sie herausgefunden hatte, dass diese sie als Baby entführt hatte.  Die leiblichen Eltern werden identifiziert und reisen an, doch Anna traut weder ihrer Ziehmutter noch den leiblichen Eltern und läuft wieder davon.  Man sieht sie gerade noch in das Auto eines Mannes steigen, der vorher schon am Kinderstrich aufgefallen war.  Ziel: Köln...
Fortsetzung folgt … (erstmals in einem Tatort)

## Hintergrund

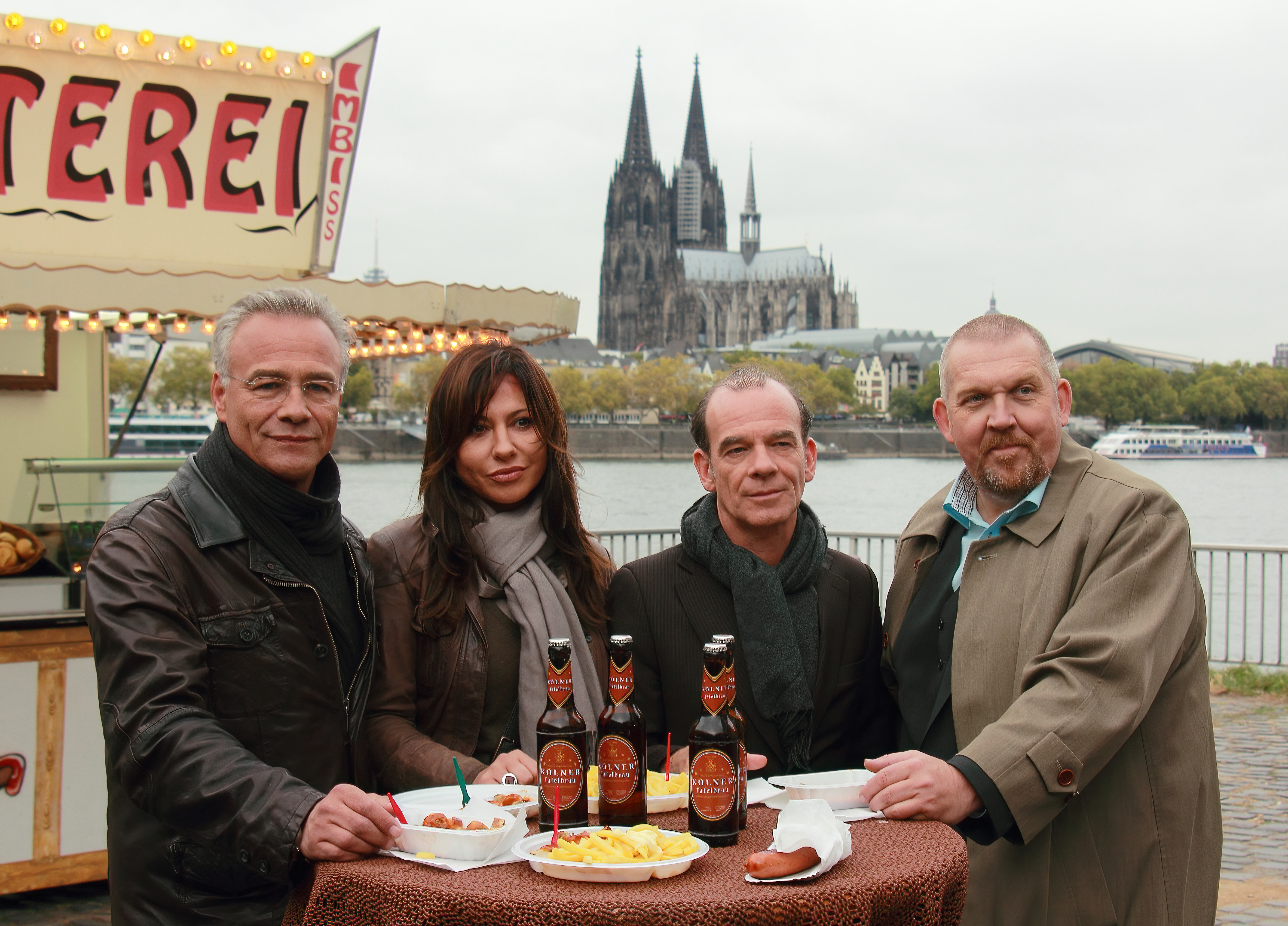
Behrendt (Ballauf), Thomalla (Saalfeld), Wuttke (Keppler) und Bär (Schenk) bei den Dreharbeiten in Köln an der obligatorischen Imbissbude

Die Doppelfolge Kinderland/Ihr Kinderlein kommet war das erste Crossover innerhalb des Tatort-Universums, das mehr als eine Folge umfasste.
Die Dreharbeiten zu Ihr Kinderlein kommet fanden vom 21. Juli bis zum 20. Oktober 2011 in Leipzig statt. Während der Dreharbeiten hatte es bereits am ersten Drehtag einen Unfall gegeben, bei dem sich Martin Wuttke bei einem Sprung verletzte. Zwei Sehnen waren angerissen, sodass er vier Tage pausieren musste.

## Rezeption

### Einschaltquote
Die Erstausstrahlung von Kinderland am 8. April 2012 wurde in Deutschland von 7,68 Millionen Zuschauern gesehen und erreichte einen Marktanteil von 22,9 % für Das Erste; in der Gruppe der 14- bis 49-jährigen Zuschauer konnten 2,22 Millionen Zuschauer und ein Marktanteil von 17,2 % erreicht werden.

### Kritik
Christian Sieben schrieb in der Rheinischen Post: „Die Zusammenarbeit der beiden Ermittler-Teams verlief […] recht erwartbar. Erst gab es überraschenderweise Streit um Kompetenzen, dann zog man doch an einem Strang und verstand sich richtig gut. Dass dieser Handlungsstrang nie so richtig Fahrt aufnahm, liegt vielleicht daran, dass sich beide Ermittler-Teams recht ähnlich sind.“
In der Online-Ausgabe der Lübecker Nachrichten hieß es: „Besonders spannend war es wieder mal nicht. Mit dem Straßenkinder-Kümmerer Tremmel stimmte von vornherein so viel nicht, dass es aus ‚Tatort‘-Zuschauerperspektive ziemlich nahe lag, in ihm den Täter zu vermuten, und der Mitschnacker Olaf war so offensichtlich schmierig und unsympathisch, dass er als Täter gleich ausschied.“

„Der erste Teil, ‚Kinderland‘ vom MDR, ist kühl und spannend. […] Es gewinnt: Keppler, also Wuttke, der auch mit Blutnase unfassbar lässig aussieht.“

### Trivia
Freddys Auto: In beiden Folgen dieses Zweiteilers fährt Freddy Schenk einen Buick Wildcat aus den 1960ern, dessen Kennzeichen K-BU 1969 einen Hinweis auf das mutmaßliche Baujahr gibt.